# Liste der Bodendenkmäler in Ostbevern
Die Liste der Bodendenkmäler in Ostbevern enthält die denkmalgeschützten unterirdischen baulichen Anlagen, Reste oberirdischer baulicher Anlagen, Zeugnisse tierischen und pflanzlichen Lebens und paläontologischen Reste auf dem Gebiet der Gemeinde Ostbevern im Kreis Warendorf in Nordrhein-Westfalen (Stand: Oktober 2020). Diese Bodendenkmäler sind in Teil B der Denkmalliste der Gemeinde Ostbevern eingetragen; Grundlage für die Aufnahme ist das Denkmalschutzgesetz Nordrhein-Westfalen (DSchG NRW).
| Bild           | Bezeichnung                                        | Lage                                      | Beschreibung | Bauzeit | Eingetragen seit | Denkmal- nummer |
| -------------- | -------------------------------------------------- | ----------------------------------------- | ------------ | ------- | ---------------- | --------------- |
| BW             | Gelände im Bereich Haus Bevern                     | Ostbevern Schulstraße Karte               |              |         | 12.07.1994       | 3913,24         |
| weitere Bilder | Pfarrkirche St. Ambrosius mit Kirchplatz           | Ostbevern Hauptstraße/Bahnhofstraße Karte |              |         | 23.02.1994       | 3913,23         |
| BW             | Gelände im Bereich der ehemaligen Burg Halstenbeck | Ostbevern Überwasser an der Bever Karte   |              |         | 12.07.1994       | 3912,107        |
| weitere Bilder | Landwehr                                           | Ostbevern Schirl (Grenzlinie)             |              |         | 03.07.2001       | 3913,15         |
| weitere Bilder | ehemalige Klosteranlage Rengering                  | Ostbevern Schirl 36 Karte                 |              |         | 03.07.2001       | 3913,22         |